# Ромай, Томас
То́мас Хосе Рома́й-и-Чакон (исп. Tomás Romay, полное имя Tomás Romay y Chacón; 1764—1849) — выдающийся кубинский врач, считается первым гигиенистом и основоположником медицинской науки на Кубе. Большое влияние имела его практическая и научная деятельность в области здравоохранения, особенно то, что Ромай впервые на острове ввёл оспопрививание.

## Биография
Родился 21 декабря 1764 года в Гаване и был первым из 18 детей, рождённых от брака Лоренцо Ромая-и-Оливы с Марией де лос Анхелес Чакон.
Начальное образование получил от своего дяди по отцовской линии — Фрая Педро де Санта-Мария Ромая, из монастыря преподобных проповедников, который увидел в нём ранние проявления остроты восприятия и интеллекта; поэтому взял его под свою опеку, чтобы дать хорошее начальное образование.
Получив 24 марта 1783 года степень бакалавра гуманитарных наук, Томас Ромай начал изучать юриспруденцию в семинарии Seminario de San Carlos y San Ambrosio, которую бросил, начав изучать медицину в Гаванском университете.
Томас Ромай активно занимался на Кубе вакцинацией против оспы. Кубинские врачи узнали о процедуре эффективной профилактической прививки от оспы в 1802 году, через пять лет после того, как Эдвард Дженнер объявил о своем открытии. Не имеется данных, подтверждающих, когда и кем была введена прививка против оспы на Кубе, но фактом является то, что она была известна уже в 1795 году благодаря научной статье, написанной Ромаем. Его работа была опубликован в двух выпусках газеты  Papel Periódico de la Habana 29 октября и 1 ноября того же года.
Был членом патриотического Экономического общества друзей страны, редактором газеты «Папель перьодико де ла Абана» («Papel Periodico de La Habana») в 1797—1798 годах, занимался популяризацией передовых естественнонаучных знаний в своей публицистике, а также оставил научный труд «Исследование о жёлтой лихорадке» (1797).  
Когда 26 мая 1804 года испанский врач Франсиско Хавьер Бальмис прибыл в порт Гаваны на корвете «Мария Пита» с целью доставить на Кубу вакцину против оспы, он был удивлен, узнав, что на острове вакцинация уже была проведена благодаря активности Томаса Ромая. Бальмис предложил генерал-капитану Кубы создать в стране Совет по вакцинации (Junta de Vacuna) и попросил следить за его работой врача — Томаса Ромая. Последний возглавлял Совет по вакцинации до 1835 года. 
Умер 30 марта 1849 года в Гаване. Его тело было забальзамировано в монастыре Санто-Доминго доктором Гутьерресом.
Томас Ромай имел награды, включая орден Изабеллы Католической. 4 января 1796 года он женился на Мариане Гонсалес и имел шестерых детей: Педро Марию, Хуана Хосе, Хосе де Хесуса, Марию де лос Анхелес, Микаэлу и Мариану.
На Кубе выпущено большое количество почтовых марок, посвящённых Томасу Ромаю.